# Stenoplastis decorata
Stenoplastis decorata är en fjärilsart som beskrevs av Paul Dognin 1909. Stenoplastis decorata ingår i släktet Stenoplastis och familjen tandspinnare. Inga underarter finns listade i Catalogue of Life.